# Nic et Pic
Nic et Pic est une émission de télévision québécoise en 76 épisodes de 25 minutes diffusée du 5 janvier 1972 au 3 mai 1977 à la Télévision de Radio-Canada.

## Synopsis
Cette série pour enfants relate les aventures de deux souris voyageant en montgolfière à travers le monde. C'est l'occasion, pour elles, de nous initier à l'histoire, à la culture et à la géographie des endroits qu'elles visitent.

## Épisodes
Note : Les textes sont de Michel Cailloux, sauf lorsque indiqué autrement.
Début de la série le mercredi 5 janvier 1972, à 16 h 30. Aucun titre ou synopsis n'est indiqué.
1. « Malbor ». La population de Grambala, un village du pays des Mille et Une Nuits, est terrorisée par le méchant grand Vizir Malbor. Nic et Pic enlèvent la bague magique de Malbor et libèrent la fée qui s’y trouvait. Avec Louis de Santis (Malbor), Yvan Canuel (Séoul), Hubert Gagnon (Mousta), ainsi que les voix de Benoît Marleau et Michèle Deslauriers. Textes de Gaétan Gladu. Diffusion: le mercredi 16 février 1972.
2. « Fromagius ». Textes de Gaétan Gladu. Diffusion: le mercredi 23 février 1972.
3. « Dudur ». Textes de Gaétan Gladu. Diffusion: le mercredi 1er mars 1972.
4. « Louisette et Pierrot ». Louisette et Pierrot sont prisonniers au fond d’un étang magique. Avec l’aide d’Irma, Nic et Pic réussiront à les libérer. Avec Frédérique Michel (Louisette), Louis Lalande (Pierrot), Michelle Rossignol (Irma), ainsi que les voix de Ronald France et France Berger. Textes de Gaétan Gladu. Diffusion: le mercredi 8 mars 1972.
5. « Le Schah et les souris ». Avec Roland Lepage (voix du Schah). Textes de Roland Lepage. Diffusion: le mardi 14 novembre 1972.
6. « Le Berger d’Arcadie ». Textes de Roland Lepage. Diffusion: le mardi 21 novembre 1972.
7. « Triboulet ». Il s'agit fort probablement d'un autre titre pour l'épisode « Le secret de la lotion capillaire ». Nic et Pic aideront Triboulet à trouver cette lotion qu’exige le roi. Avec Paul Buissonneau (Triboulet). Textes de Gaétan Gladu. Diffusion: le mardi 28 novembre 1972.
8. « Humbert Ledur et Jojo le charretier ». Nic et Pic en ballon. Le chapeau de Nic tombe au-dessus d’une ville du Far West et se pose sur une diligence. Les deux souris descendent pour le récupérer. Elles en profitent pour empêcher Humbert Ledur et Jojo le charretier de s’emparer de l’or de la diligence. Avec Louis de Santis (Humbert Ledur), Louis Aubert (Jojo le charretier) et Ronald France (shérif). Textes de Gaétan Gladu. Diffusion: le mardi 5 décembre 1972.
9. « Nic et Pic et le château hanté ». Nic et Pic en Écosse se posent près d’un château. Ils y trouvent Lady Jeanne qui pleure. Les fantômes de ses ancêtres hantent sa demeure. Avec Gaétan Labrèche, Louise Turcot et Denis André. Diffusion: le mardi 12 décembre 1972.
10. « Nic et Pic en Hollande ». Nic et Pic rencontrent Farinette et son père le meunier qui leur expliquent qu’un vilain gnome leur enlève tous leurs clients. Avec Ghislaine Paradis et André Montmorency. Diffusion: le mardi 19 décembre 1972.
11. « Nic et Pic au pôle Nord ». Nic et Pic vont à la découverte du pôle Nord et rencontrent Metatuc, gentil esquimau, et Pomponnet, un petit morse, qui les invitent dans leur igloo. Avec Gilbert Lepage, Ronald France et Hubert Gagnon. Diffusion: le mardi 26 décembre 1972.
12. « L’Arche de Noé ». Nic et Pic se retrouvent à l'époque du fameux Noé. Diffusion: le mardi 2 janvier 1973.
13. « Le Chef des 40 voleurs ». En ballon, au-dessus du désert, Pic lit son journal et raconte à Nic que Charcar, le chef des quarante voleurs, s’est échappé de la prison du calife. Aux dernières nouvelles, il aurait pris la route du désert. Avec Gaétan Labrèche (Ali Baba) et Gilbert Lepage (Charcar). Diffusion : le mardi 9 janvier 1973.
14. « Nic et Pic et la sorcière Draglonne ». Une méchante sorcière veut empêcher le mariage de la princesse Pervenche. Avec Jacques Famery. Diffusion: le mardi 16 janvier 1973.
15. « Nic et Pic en Égypte ». Diffusion: le mardi 23 janvier 1973.
16. « Nic et Pic au cirque ». Nic et Pic passent en ballon au-dessus d’une énorme tente. C’est un cirque. Les souris viennent se poser près de là pour assister à une représentation. Diffusion: le mardi 6 février 1973.
17. « Nic et Pic en Russie ». Nic et Pic rencontrent Crapilof, génie de la forêt. Yvan invite les souris à faire connaissance avec Grichka, la petite poule. Avec Denyse Chartier, Ronald France, Robert Lalonde et Normand Lévesque. Diffusion: le mardi 13 février 1973.
18. « Le Rossignol et la princesse ». Textes de Roland Lepage. Diffusion: le mardi 20 février 1973.
19. « Les Pavots bleus ». Textes de Roland Lepage. Diffusion : le mardi 27 février 1973.
20. « Le Roi sans soucis ». Diffusion: le mardi 6 mars 1973.
21. « Isabelle ». Basé sur le conte Rumpelstiltskin des frères Grimm. Pour éviter la prison à son père et à elle-même, Isabelle reçoit l’aide d’un nain aux pouvoirs magiques. Celui-ci exigera en échange le premier bébé né de l’union du roi et d’Isabelle. Avec Suzanne Marier (Isabelle), Jérôme Tiberghien (le roi), Ronald France (le père d’Isabelle), ainsi que les voix de Jean-Louis Millette (Pivoine le chat) et Micheline Gérin. Textes de Gaétan Gladu. Diffusion: le mardi 1er mai 1973.
22. « La princesse Mirande ». Le roi est envoûté par le portrait magique de la princesse Mirande. Nic et Pic aideront le Valet Norbert à libérer le roi. Avec Marcel Sabourin (le roi), Jean-Louis Millette (Norbert, le valet), Marie Bégin (la princesse Mirande), ainsi que les voix de Louis Lalande et Hubert Gagnon. Textes de Gaétan Gladu. Diffusion: le mardi 15 mai 1973.
23. « Nic et Pic et la planète Pluton ». Diffusion: le mardi 4 septembre 1973.
24. « Nic et Pic et l’homme invisible ». Diffusion: le mardi 2 octobre 1973.
25. « Nic et Pic au Mexique ». Diffusion: le mardi 30 octobre 1973.
26. « Nic et Pic et l’ogre Macrominus ». Nic, Pic, la grenouille Gertrude et le lutin Farfadou sont prisonniers à l’intérieur d'une grotte et Macrominus, qui veut les manger, fait le guet. Diffusion: le mardi 6 novembre 1973.
27. « Nic et Pic en Inde ». Nic et Pic rencontrent la princesse Jasmina et la fakir Purlaskar, un faux fakir, qui veut s’emparer du royaume de Changor. Avec Gaétan Labrèche et Gisèle Trépanier. Diffusion: le mardi 13 novembre 1973.
28. « Nicolas et Nicolette ». Nicolas raconte à Nic et Pic qu’un génie a transformé en chèvre sa fiancée, Nicolette. Avec Denyse Chartier, Ronald France, Robert Lalonde et Normand Lévesque. Diffusion: le mardi 4 décembre 1973.
29. « Les Imposteurs ». Le professeur Migraine charge Nic et Pic d’une mission spéciale : surveiller sa dernière invention, un appareil réducteur centrifugeur. Avec Normand Gélinas, Claude Préfontaine et Serge Turgeon. Diffusion: le mardi 11 décembre 1973.
30. « Nic et Pic au Pérou ». Diffusion: le mardi 18 décembre 1973.
31. « Nic et Pic et le Père Noël aux doigts crochus ». De leur ballon, les 2 souris aperçoivent un palais de glace. Elles se posent et y trouvent la Fée des étoiles ligotée. Avec Ronald France (Doigts Crochus) et Gisèle Trépanier (la Fée des étoiles). Diffusion: le mardi 25 décembre 1973.
Ici Radio-Canada Précise :
« Comme l’année précédente, Noël tombe pile, le 25 décembre; et en ce mardi, à 16 h 30, Nic et Pic seront les héroïnes d’un merveilleux conte (de Noël, vous l’aurez deviné). Nic et Pic aperçoivent de leur ballon un palais de glace. Elles décident conjointement de descendre sur terre jeter un coup d’œil. Elles y trouvent la Fée des étoiles, ligotée sur un fauteuil. Après avoir libéré la Fée des étoiles (est-il nécessaire d’ajouter qu'encore là il s’agit de la vraie), nos deux charmantes petites souris apprennent le nom de l’odieux coupable: Doigts Crochus (vous l’aurez reconnu). Ce dernier s'est emparé de la baguette magique de la Fée afin de se faire passer pour le Père Noël et ainsi pouvoir dévaliser plusieurs demeures. Mais Nic et Pic placent une cheminée dans la maison du commissaire, plus précisément du côté de la prison, et Doigts Crochus tombe dans le panneau, pardon, dans la cheminée. »
32. « Nic et Pic dans l’Himalaya ». Diffusion : le mardi 8 janvier 1974.
33. « Le Génie de l’érablière ». Un génie veut accaparer l’érablière du Père Gaspard et de Mélanie Laframboise. Avec Ronald France (Père Gaspard) et Denise Proulx (Mélanie Laframboise). Voix : Benoit Marleau (le génie de l'érablière). Diffusion : le mardi 15 janvier 1974.
34. « Le Dangereux Inventeur ». Diffusion : le mardi 22 janvier 1974.
35. « La Sorcière de la Mauricie ». Diffusion : le mardi 29 janvier 1974.
36. « Nic et Pic en Afrique ». Avec Marc Hébert, Elizabeth Lesieur et Benoît Marleau. Diffusion : le mardi 26 février 1974.
37. « Nic et Pic et le Pirate ». Le pirate Barbe Brune s'est emparé d'un coffre aux trésors et c'est le gouverneur qui est accusé du forfait. La fille du gouverneur tente de récupérer le trésor afin de disculper son père. Avec Diane Arcand (Isabelita, fille du gouverneur) et Serge Turgeon (le pirate Barbe Brune). Voix : Louis De Santis (le génie du passé). Diffusion : le mardi 5 mars 1974.
38. « Les Poissons ensorcelés ». Diffusion: le mardi 12 mars 1974.
39. « La Fleur de vie ». Nic rêve qu’il est dans une grotte et que la sorcière Gargamotte se prépare à le changer en statue de sel. Diffusion : le mardi 19 mars 1974.
40. « Nic et Pic au Tyrol ». Nic et Pic rencontrent Greta et Franz qui doivent se marier. Diffusion : le mardi 16 avril 1974.
41. « Nic et Pic à Venise ». Diffusion : le mardi 30 avril 1974.
42. « Nic et Pic et les soldats de bois ». Un fabricant de jouets invente un capitaine en bois capable de commander son armée de soldats de bois. Avec Louis De Santis (le père Cyprien, le fabricant de jouets). Voix : André Montmorency (le capitaine en bois et l'écureuil Croque-noisette). Diffusion : le mardi 3 septembre 1974.
43. « Nic et Pic et le dragon vert ». Diffusion : le mardi 10 septembre 1974.
44. « Nic et Pic en Espagne ». Diffusion : le mardi 17 septembre 1974.
45. « Nic et Pic au pays des chansons ». Diffusion : le mardi 5 novembre 1974.
46. « Nic et Pic et le portrait magique ». Diffusion : le mardi 12 novembre 1974.
47. « En ce temps-là à Bethléem ». Nic et Pic aident Marie et Joseph à se trouver un logement pour pouvoir donner naissance à Jésus. Avec Marie-Louise Dion (Marie) et Claude Préfontaine (Joseph). Voix : Dorothée Berryman, Jacques Lavallée et Normand Lévesque. Diffusion : le mardi 24 décembre 1974.
48. « Les Deux sœurs ». Avec Marc Hébert, Elizabeth Lesieur, Christine Olivier et Benoît Marleau. Diffusion : le mardi 7 janvier 1975.
49. « La Terreur du Far West ». Diffusion : le mardi 29 janvier 1975.
50. « Le Diadème de la Belle au bois dormant ». Diffusion : le mardi 11 février 1975.
51. « La Grande Vedette ». Diffusion : le mardi 18 février 1975.
52. « Zingarella ou Nic et Pic en Hongrie ». Diffusion : le mardi 25 février 1975.
53. « Le Retour de Robin des Bois ». Diffusion : le mardi 4 mars 1975.
54. « Le Poisson d’or ». Diffusion : le mardi 11 mars 1975.
55. « La Lorelei ». Nic et Pic enquêtent sur la Lorelei qu'elles ont cru apercevoir de leur ballon. Avec Dorothée Berryman (la Lorelei et employée de l'auberge) et Yvan Saintonge (Ludwig). Voix : André Montmorency (Monsieur Conrad, l'aubergiste). Diffusion : le mardi 15 avril 1975.
56. « La Fée Giroflée ». Diffusion : le mardi 22 avril 1975.
57. « Nic et Pic… et l’appareil à voyager dans le temps. ». Diffusion : le mardi 7 mai 1975.
58. « Au Pays des Armaillis ». Diffusion : le mardi 18 novembre 1975.
59 « Mystères à l’île de Pâques ». Nic et Pic cherchent à percer le mystère des statues de l’île de Pâques. Avec Diane Arcand ("Touhata"), Normand Chouinard ("Macori") et Gaétan Labrèche (Enrico Gomez). Diffusion : le mardi 25 novembre 1975.
60. « Nic et Pic au Japon ». Nic et Pic rencontre Suzuki au cours d'une escale au Japon. Les deux souris aident cette jeune fille qui a maille à partir avec le génie Fou-Tsin. Ce dernier a fait apparaître l'ancêtre de Suziki Yokaïdo, un samouraï du Moyen Âge qui refuse que sa descendance Suziki cultive les vers à soie. Mais Nic et Pic sauront bien arranger les choses. Avec Ronald France (Yokaïdo), Élizabeth Lesieur (Suzuki), Yvan Saintonge (voix de Fou-Tsin). Diffusion : le mardi 2 décembre 1975.
61. « Complot en Amérique du Sud ». Diffusion : le mardi 9 décembre 1975.
62. « Les Marionnettes à fil et le filou ». Diffusion : le mardi 14 septembre 1976.
63. « Au pays des Micmacs ». Diffusion : le mardi 21 septembre 1976.
64. « La Dame à la licorne ». Diffusion : le mardi 4 janvier 1977.
65. « Au pays de Lafontaine ». Nic et Pic s'insurgent contre le célèbre Jean de La Fontaine, l'auteur des non moins célèbres fables. Diffusion : le mardi 11 janvier 1977.
66. « Vols au musée ». Dans un musée d’Amérique centrale un tableau de grande valeur disparaît. Nic et Pic secourent une jeune artiste accusée d'avoir volé le tableau. Diffusion : le mardi 18 janvier 1977.
67. « Parc d’attraction ». Diffusion : le mardi 22 février 1977.
68. « Le petit Chaperon vert ». Diffusion : le mardi 1er mars 1977.
69. « Au pays de Roméo et Juliette ». Diffusion : le mardi 19 avril 1977.
70. « Énigme en Gaspésie ». Les oiseaux semblent déserter l’île Bonaventure. Nic et Pic sont déterminés à éclaircir cette énigme. Diffusion : le mardi 26 avril 1977.
71. « La Fée Mélusine ». Dans un château du Moyen Âge, la Fée Mélusine fait des apparitions mystérieuses. Diffusion : le mardi 3 mai 1977.
Épisodes dont la date originale de diffusion est à déterminer :
72. « Le Génie maléfique ».
73. « Le Pingouin égaré ».
74. « La Princesse triste ».
Source : Ici Radio-Canada – Horaire des chaînes françaises de radio et de télévision de Radio-Canada, publication hebdomadaire, 1972-1985. Les articles et renseignements publiés dans Ici Radio-Canada télévision peuvent être reproduits librement.
Le titre « En ce temps-là à Bethléem » diffusé le 24 décembre 1974 a été obtenu à partir du TV Hebdo, édition de la région de Montréal. Le télé-horaire Ici Radio-Canada correspondant était absent de la collection de la Bibliothèque nationale du Québec.
Le synopsis de l'épisode « Nic et Pic au Japon » diffusé le 2 décembre 1975 provient du coffret-vidéo Imavision Collection du Millénaire paru en 1999.

## Comédiens
- Jocelyne Goyette[5] : Nic
- Louise Matteau : Pic

et aussi :
- Dorothée Berryman
- Yvan Canuel
- Louis De Santis
- Michèle Deslauriers
- Marie-Lou Dion
- Ronald France
- Hubert Gagnon
- Jacques Lavallée
- Gilbert Lepage
- Normand Lévesque
- Benoît Marleau
- Claude Préfontaine

## Fiche technique
- Scénaristes : Michel Cailloux (62 épisodes)[6], Gaétan Gladu et Roland Lepage (4 épisodes : « Le Schah et les souris », « Le Berger d’Arcadie », « Les Pavots bleus » et « Le Rossignol et la princesse ».
- Réalisation : Hélène Roberge
- Manipulateurs des marionnettes : Michel Fréchette, Gaétan Gladu, Nicole Lapointe, Pierre Régimbald
- Concepteurs des marionnettes : Nicole Lapointe, Pierre Régimbald
- Chanson-thème : Gaétan Gladu et Herbert Ruff. Michel Cailloux : couplets illustrant ses textes sur des musiques de Herbert Ruff.
- Dessinatrice de costumes : Christianne Chartier
- Script-assistante : Colette Lemieux
- Directeur technique : Ivor Pearson
- Décorateur : Norbert Poulain
- Bricoleuse : Danielle Ross

## Commentaires
« Deux gentilles souris (avec les voix de Jocelyne Goyette et Louise Matteau) invitent les petits à voyager au pays du merveilleux. »
Ici Radio-Canada n'indique pas les titres, ni les synopsis des six premiers épisodes de la série.
Les personnages de souris de Nicole Lapointe et Pierre Régimbald sont tout d’abord apparus lors d’un spectacle dans un centre commercial.
C’est au Théâtre du Rideau vert que les marionnettistes furent remarqués par Kim Yaroshevskaya. C’est ainsi que Nicole Lapointe et Pierre Régimbald furent embauchés pour contribuer à plusieurs épisodes de la série Fanfreluche à Radio-Canada.
Avant la série Nic et Pic, les personnages de souris n’avaient pas de noms. C’est Gaétan Gladu qui a eu l’idée de les nommer Nic et Pic à partir des prénoms de Nicole Lapointe et Pierre Régimbald.
Et, Gaétan Gladu leur donna des caractères opposés de garçon et de fille.
Quant à Jacqueline Joubert, de TF1, séduite par la série, elle en fit une priorité incontournable pour son pays.
Des épisodes de Nic et Pic en ballon ont été diffusés au Sénégal et en Côte-d'Ivoire à la fin des années 1970 (rapporté par des gens qui ont vécu dans ces pays).

## Prix
- 1977 : Prix de la meilleure émission pour enfants d'âge pré-scolaire par l'Institut de la radiotélévision pour enfants[10] (I.R.T.E.)

## Discographie et Vidéographie
33 1/3 tours
- Nic et Pic, contes : « L’Arche de Noé » et « La Sorcière Draglonne », Textes : Michel Cailloux, Réalisation : Hélène Roberge, Fantel, FA 39402, Éditions Ici Radio-Canada. Édition canadienne.

- Nic et Pic, contes : « L’Arche de Noé » et « La Sorcière Draglonne », Textes : Michel Cailloux, Réalisation : Hélène Roberge, Le petit escargot, ESC 330, CBS, 1975. Édition européenne.

Note : chacun des contes de ce 33 1/3 tours a fait l'objet d'un 45 tours portant l'étiquette Le petit escargot.
VHS
Les grandes émissions jeunesse de Radio-Canada : Nic et Pic, SRC Vidéo, Imavision, 1995, Scénario et dialogues : Michel Cailloux ; réalisation : Hélène Roberge; production, Radio-Canada; musique, Herbert Ruff. Coffret de trois cassettes :
- Cassette 1 : Le chef des quarante voleurs. Le génie de l'érablière.
- Cassette 2 : Nic et Pic et le pirate. Les soldats de bois.
- Cassette 3 : En ce temps-là à Bethléem. La Lorelei.

Collection du Millénaire : Imavision, 1999. Coffret de 30 cassettes comprenant 1 épisode de Nic et Pic, Textes : Michel Cailloux, Réalisation : Hélène Roberge, Musique : Herbert Ruff et Gaétan Gladu.
- Cassette 17 : Les Oraliens. Les 100 Tours de Centour. Nic et Pic au Japon. La Fricassée.

DVD
Nic et Pic, Vol. 1, Alliance Vivafilm et Radio-Canada, 2008

1. Isabelle ; 2. Malbor ; 3. Louisette et Pierrot ; 4. La princesse Mirande ; 5. Le secret de la lotion capillaire ; 6. Humbert Ledur et Jojo le charretier.